# سارة مكلاكلان
سارة آن ماكلكلان (ولدت في 28 يناير 1968)، هي مغنية وكاتبة أغاني كندية، وُلدتفي هاليفاكس، نوفا سكوشا، وأظهرت موهبة موسيقية منذ الصغر، حيث درست العزف على الجيتار والبيانو بالإضافة إلى الغناء. بعد توقيعها مع شركة Nettwerk، انتقلت إلى فانكوفر وأصدرت ألبومها الأول "Touch" عام 1988. جاءت انطلاقتها الحقيقية مع ألبوم "Solace" عام 1991، وحظيت بشهرة دولية من خلال ألبوميها "Fumbling Towards Ecstasy" (1993) و"Surfacing" (1997)، الذي يعد حتى الآن ألبومها الأكثر مبيعًا وحصد عنه عدة جوائز غرامي وجونو.
بعيدًا عن مسيرتها الفنية، أسست ماكلكلان مهرجان Lilith Fair في أواخر التسعينيات، وهو مهرجان موسيقي رائد يروج لفنانات نساء ويجمع ملايين الدولارات للأعمال الخيرية. استمرت في إصدار ألبومات ناجحة مثل "Afterglow" (2003) و"Wintersong" (2006) و"Shine On" (2014)، مع تقليص ظهورها الإعلامي للتركيز على العمل الخيري والأمومة.
تشمل جهودها الخيرية تأسيس مدرسة سارة ماكلكلان للموسيقى التي تقدم تعليمًا مجانيًا للموسيقى للشباب المعرضين للخطر. كما دعمت جمعية رعاية الحيوانات من خلال إعلانات شهيرة وشاركت في عدة مبادرات إنسانية أخرى. على مدار مسيرتها، حصلت على جوائز عديدة، منها دخولها إلى قاعة مشاهير الموسيقى الكندية وقاعة مشاهير كتاب الأغاني الكندية.
عملت في السنوات الأخيرة على إنتاج موسيقى جديدة وكانت تخطط لجولة احتفالية بمرور 30 عامًا على ألبوم "Fumbling Towards Ecstasy". وعلى الرغم من بعض المشاكل الصحية التي أدت إلى إلغاء بعض الحفلات، تظل سارة ماكلكلان شخصية محبوبة ومؤثرة في عالم الموسيقى، مستمرة في إلهام الجماهير حول العالم.

## وصلات خارجية
- الموقع الرسمي
- صفحة سارة مكلاكلان على MySpace
- Official Sarah McLachlan Online Store
- سارة مكلاكلان على موقع IMDb (الإنجليزية)
- سارة مكلاكلان على موقع الموسوعة البريطانية (الإنجليزية)
- سارة مكلاكلان على موقع ميوزك برينز (الإنجليزية)
- سارة مكلاكلان على موقع رولينغ ستون (الإنجليزية)
- سارة مكلاكلان على موقع إن إن دي بي (الإنجليزية)
- سارة مكلاكلان على موقع أول ميوزيك (الإنجليزية)
- سارة مكلاكلان على موقع ديسكوغز (الإنجليزية)
- سارة مكلاكلان على موقع قاعدة بيانات الفيلم (الإنجليزية)
- Sarah McLachlan's Order of Canada Citation - Governor General of Canada Website
- Sarah McLachlan Music Outreach- SMMO her inner-city youth program
- The Official World on Fire Site — with a complete list of donation recipients
- Exclusive: Sarah McLachlan at AOL Canada Music Sessions
- Sarah discusses her vocal contribution to the Delerium track SILENCE
- Interview with Sarah McLachlan